# Tonga aux Jeux olympiques d'été de 2016
Les Tonga participent aux Jeux olympiques d'été de 2016 à Rio de Janeiro au Brésil. Il s'agit de leur 9e participation aux Jeux d'été, auxquels ils n'ont jusqu'ici remporté qu'un seule médaille (la médaille d'argent en boxe de Paea Wolfgramm en 1996).

## Athlétisme
| Athlète         | Épreuve      | Séries  | Séries | Demi-finales  | Demi-finales  | Finale        | Finale        |
| Athlète         | Épreuve      | Temps   | Rang   | Temps         | Rang          | Temps         | Rang          |
| --------------- | ------------ | ------- | ------ | ------------- | ------------- | ------------- | ------------- |
| Siueni Filimone | 100 m hommes | 10 s 76 | 2e (Q) | Forfait       | Forfait       | Eliminé       | Eliminé       |
| Taina Halasima  | 100 m femmes | 12 s 80 | 6e (E) | Non qualifiée | Non qualifiée | Non qualifiée | Non qualifiée |

## Natation
| Athlète        | Épreuve                | Séries       | Séries | Demi-finales | Demi-finales | Finale   | Finale   |
| Athlète        | Épreuve                | Temps        | Rang   | Temps        | Rang         | Temps    | Rang     |
| -------------- | ---------------------- | ------------ | ------ | ------------ | ------------ | -------- | -------- |
| Amini Fonua    | 100 m brasse hommes    | 1 min 6 s 40 | 45e    | Éliminé      | Éliminé      | Éliminé  | Éliminé  |
| Irene Prescott | 50 m nage libre femmes | 26 s 68      | 61e    | Éliminée     | Éliminée     | Éliminée | Éliminée |

## Taekwondo
Le 27 février, Pita Taufatofua est le premier Tongien à se qualifier pour les Jeux de Rio, en remportant les épreuves de qualification régionale en taekwondo, dans la catégorie des hommes de plus de 80 kg. Classé 15e au niveau mondial, il est le premier Tongien à participer à des épreuves de cette discipline à des Jeux olympiques.
| Athlète         | Compétition | Huitièmes de finale      | Quarts de finale    | Demi-finales        | Repêchage 1         | Repêchage 2         | Finale              | Rang    |
| Athlète         | Compétition | Adversaire Résultat      | Adversaire Résultat | Adversaire Résultat | Adversaire Résultat | Adversaire Résultat | Adversaire Résultat | Rang    |
| --------------- | ----------- | ------------------------ | ------------------- | ------------------- | ------------------- | ------------------- | ------------------- | ------- |
| Pita Taufatofua | +80 kg      | Battu par Mardani 1 - 16 | Éliminé             | Éliminé             | Éliminé             | Éliminé             | Éliminé             | Éliminé |

## Tir à l'arc
À la suite des championnats d'Océanie de 2016, Arne Jensen et Lusi Tatafu se qualifient pour participer aux Jeux.
| Athlète     | Compétition       | Tour préliminaire | Tour préliminaire | 1er tour                     | 2e tour          | 3e tour          | Quarts de finale | Demi-finales     | Finale           | Finale        |
| Athlète     | Compétition       | Score             | Rang              | Adversaire Score             | Adversaire Score | Adversaire Score | Adversaire Score | Adversaire Score | Adversaire Score | Rang          |
| ----------- | ----------------- | ----------------- | ----------------- | ---------------------------- | ---------------- | ---------------- | ---------------- | ---------------- | ---------------- | ------------- |
| Arne Jensen | Individuel hommes | 604 pts           | 61e               | Battu par van den Berg 3 - 7 | Non qualifié     | Non qualifié     | Non qualifié     | Non qualifié     | Non qualifié     | Non qualifié  |
| Lusi Tatafu | Individuel femmes | 559 pts           | 63e               | Battue par Chang 0 - 6       | Non qualifiée    | Non qualifiée    | Non qualifiée    | Non qualifiée    | Non qualifiée    | Non qualifiée |